# Opactwo terytorialne Montevergine
Opactwo terytorialne Montevergine (łac. Territorialis Abbatia Montisvirginis, wł. Abbazia territoriale di Montevergine) – benedyktyńskie opactwo terytorialne w metropolii Benewentu w Kampanii we Włoszech. Zostało ustanowione w XII wieku. Obecnie obejmuje dziewięć parafii na obszarze 48 kilometrów kwadratowych. Centrum opactwa stanowi sanktuarium maryjne i zarazem benedyktyński klasztor na Montevergine, w granicach miasta Mercogliano. 